# Цобехия, Авксентий Гусаревич
Авксентий Гусаревич Цобехия (1900, село Квемо-Баргеби, Сухумский округ, Кутаисская губерния, Российская империя — неизвестно, село Квемо-Баргеби, Гальский район, Абхазская АССР, Грузинская ССР) — звеньевой колхоза «Сабчота чай» («Советский чай») Гальского района, Абхазская АССР, Грузинская ССР. Герой Социалистического Труда (1948).

## Биография
Родился в 1900 году в крестьянской семье в селе Квемо-Баргеби Сухумского округа. После окончания местной начальной школы трудился в личном хозяйстве. Во время коллективизации вступил в колхоз «Сабчота чай» Гальского района. В послевоенное время — звеньевой полеводческого звена в этом же колхозе.
В 1947 году звено под его руководством собрало в среднем с каждого гектара по 79,3 центнера кукурузы с площади 3 гектара. Указом Президиума Верховного Совета СССР от 21 февраля 1948 года удостоен звания Героя Социалистического Труда за «получение высоких урожаев кукурузы и табака в 1947 году» с вручением ордена Ленина и золотой медали «Серп и Молот» (№ 753).
Этим же указом званием Героя Социалистического Труда были награждены труженики колхоза «Сабчота чай» бригадир Фома Сельмакович Чаава и звеньевой Годжоро Кузуевич Чаправа.
После выхода на пенсию проживал в родном селе Квемо-Баргеби (сегодня — Нижний Баргяп) Гальского района. Дата смерти не установлена.